# Prasophyllum cyphochilum
Prasophyllum cyphochilum là một loài thực vật có hoa trong họ Lan. Loài này được Benth. miêu tả khoa học đầu tiên năm 1873.